# مولینوس (شیلی)
مولینوس (به اسپانیایی: Molinos) یک منطقهٔ مسکونی در شیلی است که در منطقه آریکا و پاریناکوتا واقع شده‌است.